# Štěnec

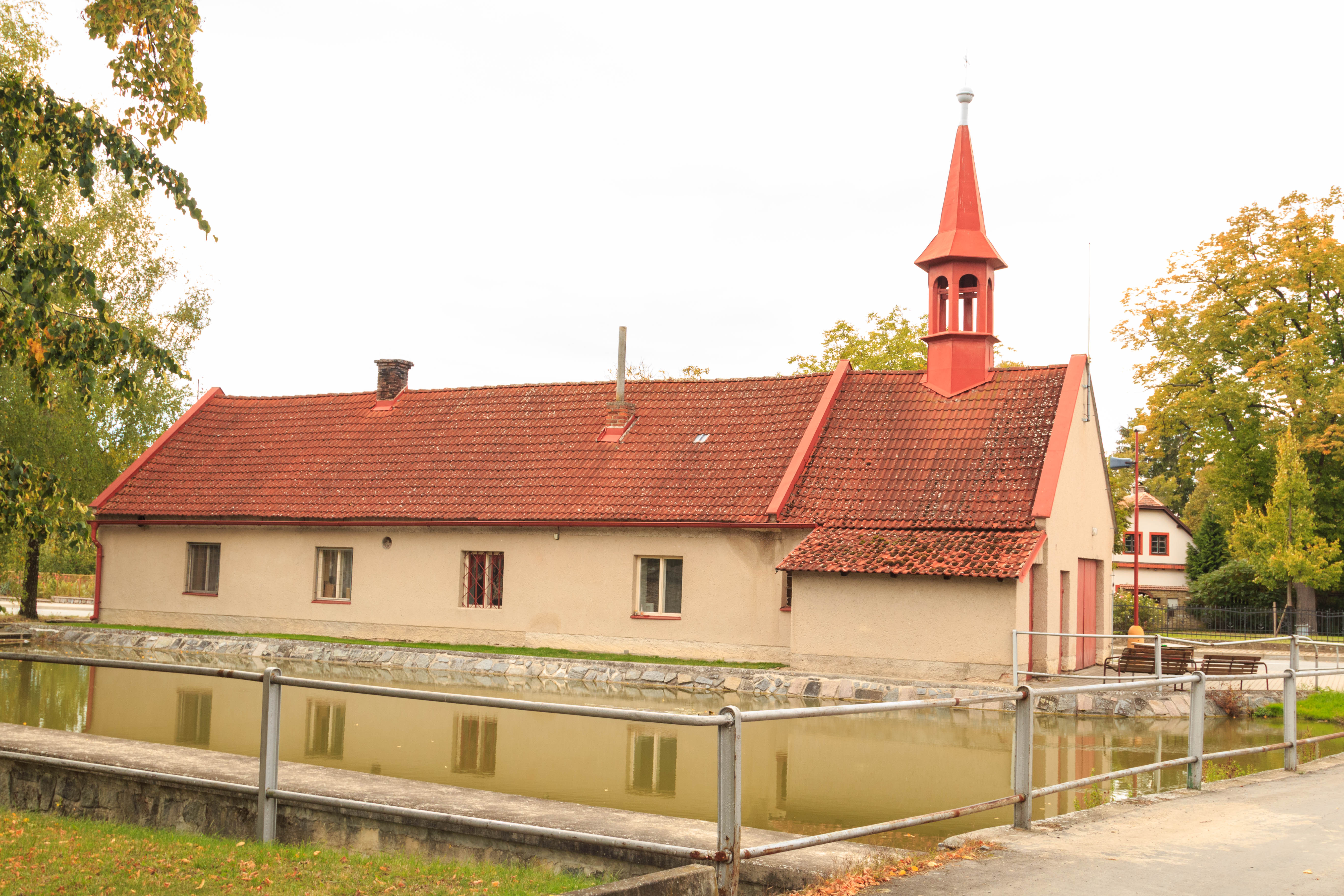
Spritzenhaus und Löschwasserteich

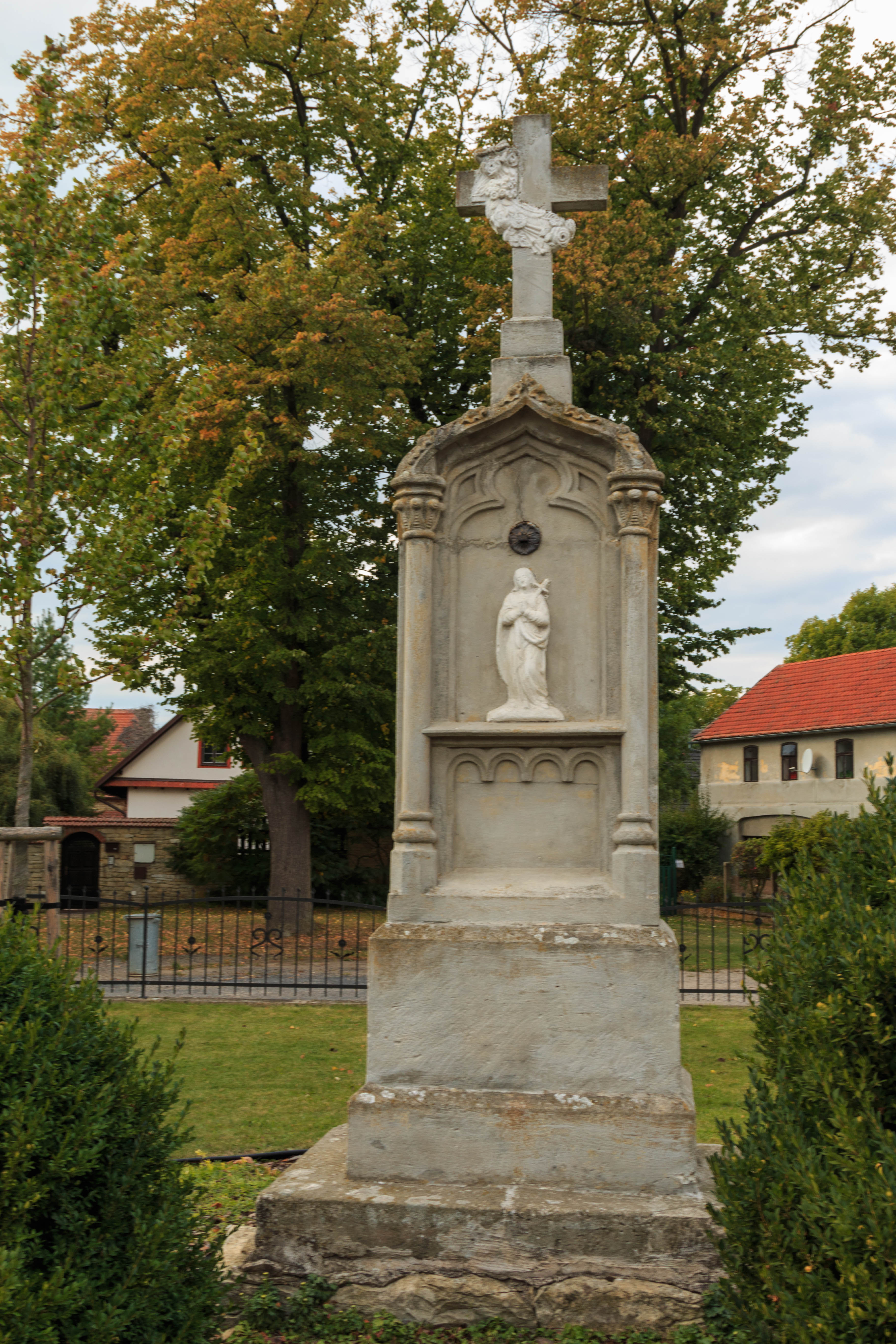
Wegkreuz

Štěnec (deutsch Stienetz, auch Stienitz) ist ein Ortsteil der Gemeinde Jenišovice in Tschechien. Er liegt acht Kilometer westlich von Vysoké Mýto und gehört zum Okres Chrudim.

## Geographie
Štěnec befindet sich am Fuße des Vraclavský hřbet (Wratzlawer Kamm). Durch das Dorf fließt der Bach Řepnický potok, der am südlichen Ortsrand den Teich Štěnecký rybník speist. Štěnec liegt an der Staatsstraße II/305 zwischen Luže und Stradouň. Nordöstlich erhebt sich die Kozí nožka (364 m n.m.), im Süden die Kusá hora (416 m n.m.).
Nachbarorte sind Mravín im Norden, Bětník, Sedlec und Popovec im Nordosten, Domoradice im Osten, Svařeň und Pěšice im Südosten, Srbce und Voletice im Süden, Lozice im Südwesten, Jenišovice und Zalažany im Westen sowie Pošívalka, Poděčely und Mentour im Nordwesten.

## Geschichte
Die erste schriftliche Erwähnung von Štěnec erfolgte 1372 als Besitz der Burg Košumberk. Später wurde das Dorf geteilt; als König Ladislaus Postumus 1456 die Herrschaft Richenburg an Jan Pardus von Vratkov überließ, gehörte dazu auch ein Anteil von Štěnec. Als König Georg von Podiebrad 1470 Jan von Bříství, Jan von Jestříbec und Heřman von Sulice mit dem heimgefallenen Gut Domanice belehnte, gehörte dieser Anteil zu Domanice. Später vereinigte Heřman von Sulice das Gut Domanice mit dem Gut Slepotice. Ab 1547 gehörte wieder das gesamte Dorf zur Herrschaft Košumberk. Im Jahre 1827 erwarb Maximilian Karl von Thurn und Taxis die Herrschaft und schlug sie seiner Allodialherrschaft Chraustowitz zu.
Im Jahre 1835 bestand das im Chrudimer Kreis gelegene Dorf Stienitz bzw. Sstěnic aus 28 Häusern, in denen 170 Personen, darunter eine jüdische Familie, lebten. Im Ort gab es ein Wirtshaus und eine Mühle. Eine weitere Mühle – die Podpěssicy – lag abseits im Grund unterhalb von Pěšice. Pfarrort war Jenschowitz. Bis zur Mitte des 19. Jahrhunderts blieb Stienitz dem Gut Koschumberg untertänig.
Nach der Aufhebung der Patrimonialherrschaften bildete Štěnec ab 1849 eine Gemeinde im Gerichtsbezirk Hohenmauth. Ab 1868 gehörte die Gemeinde zum politischen Bezirk Hohenmauth. 1869 hatte Štěnec 158 Einwohner und bestand aus 29 Häusern. Im Jahre 1900 lebten in Štěnec 165 Personen, 1921 waren es 192. 1930 hatte das Dorf 173 Einwohner. Seit 1961 gehört die Gemeinde zum Okres Chrudim. Am 1. Juli 1985 wurde Štěnec nach Jenišovice-Zalažany eingemeindet, seit dem 1. Juli 1994 führt die Gemeinde den Namen Jenišovice. Beim Zensus von 2001 lebten in den 39 Häusern von Štěnec 70 Personen.

## Ortsgliederung
Der Ortsteil bildet einen Katastralbezirk.

## Söhne und Töchter des Ortes
- Josef Sochor (1865–1929), österreichischer und tschechischer Politiker, Mitglied des Böhmischen Landtags

## Sehenswürdigkeiten
- Sandsteinkreuz im Ortszentrum
- Burgstätte Štěnec, östlich des Dorfes auf der Kozí nožka
- Naturdenkmal Kusá hora, südlich des Dorfes
- Teich Štěnecký rybník mit einer Fläche von 3,5 ha